# Davanagere (huyện)
Huyện Davanagere là một huyện thuộc bang Karnataka, Ấn Độ. Thủ phủ huyện Davanagere đóng ở Davanagere. Huyện Davanagere có diện tích 5926 ki lô mét vuông. Đến thời điểm năm 2001, huyện Davanagere có dân số 1789693 người.